# Municipio de Richland (condado de Whitley)
El municipio de Richland (en inglés: Richland Township) es un municipio ubicado en el condado de Whitley en el estado estadounidense de Indiana. En el año 2010 tenía una población de 1758 habitantes y una densidad poblacional de 18,25 personas por km².

## Geografía
El municipio de Richland se encuentra ubicado en las coordenadas 41°10′3″N 85°36′57″O / 41.16750, -85.61583. Según la Oficina del Censo de los Estados Unidos, el municipio tiene una superficie total de 96.33 km², de la cual 95,97 km² corresponden a tierra firme y (0,37 %) 0,36 km² es agua.

## Demografía
Según el censo de 2010, había 1758 personas residiendo en el municipio de Richland. La densidad de población era de 18,25 hab./km². De los 1758 habitantes, el municipio de Richland estaba compuesto por el 97,55 % blancos, el 0,46 % eran afroamericanos, el 0,4 % eran amerindios, el 0,11 % eran asiáticos, el 0,17 % eran de otras razas y el 1,31 % eran de una mezcla de razas. Del total de la población el 0,85 % eran hispanos o latinos de cualquier raza.